# کوین (بورکینافاسو)
کوین روستایی در بورکینافاسو است. این روستا در منطقه بوکله دو موهان، در بخش مرکزی کشور بورکینافاسو و در ۱۵۰ کیلومتری غرب اواگادوگو قرار دارد. کوین ۲۸۶ متر از سطح دریا ارتفاع داردو جمعیت آن ۳۳۳۰ نفر است.
زمین اطراف کوین مسطح است. بلندترین نقطه در کوین ۳۰۳ متر از سطح دریا ارتفاع دارد و در ۱٫۲ کیلومتری جنوب شرق کوین قرار دارد. نزدیک‌ترین شهر به این روستا شهر توما در ۸٫۵ کیلومتری شمال غربی کوین قرار دارد.
محیط اطراف کوین تلفیقی از زمین‌های کشاورزی و پوشش گیاهی طبیعی است. اطراف کوین پرجمعیت است و در هر کیلومتر مربع ۵۸ نفر زندگی می‌کنند. منطقه دارای اقلیم نیمه‌خشک است. متوسط دمای سالانه در منطقه ۲۸ درجه سانتی گراد است. ماه مه گرم‌ترین ماه سال است که میانگین دما به ۳۲ درجه سانتی گراد می‌رسد. اوت سردترین ماه با میانگین دمای ۲۴ درجه سانتی گراد است. میانگین بارش سالانه ۹۴۲ میلی‌متر است. مرطوبترین ماه سال اوت است که میزان بارش در آن ۲۴۸ میلی‌متر است و خشک‌ترین ماه نیز نوامبر با میزان بارش ۱ میلی‌متر است.